# Puissants Vengeurs
Les Puissants Vengeurs (« Mighty Avengers » en version originale) est le nom d'une équipe de super-héros évoluant dans l'univers Marvel de la maison d'édition Marvel Comics. Leurs aventures ont été publiées dans trois séries de comic books, en 2007-2010, 2013-2014 et dans Captain America and the Mighty Avengers en 2015.

## Première série (2007-2010)
Dans la première série Mighty Avengers, les Puissants Vengeurs formaient l'équipe officielle des Vengeurs, composée de :
- Anthony « Tony » Stark, alias Iron Man, qui a eu l'idée de reformer cette équipe de Vengeurs sous la tutelle du gouvernement.
- Carol Danvers, alias Miss Marvel (leader)
- Janet Van Dyne, alias la Guêpe
- Simon Williams, alias Wonder Man
- Robert Reynolds, alias Sentry
- Natasha Romanoff, alias la Veuve noire
- Arès

Tous ces héros ont exprimé leur ralliement au Super Hero Registration Act (en) qui leur garantit un statut officiel. À l'opposé, l'équipe des New Avengers n'est pas officielle, car constituée de héros renégats à l'enregistrement.
La série a été traduite en français de 2008 à 2011 par Panini Comics dans Marvel Heroes.

## Deuxième série (2013-2014)
La nouvelle équipe est dirigée par Luke Cage qui quitte alors les Heroes for Hire. Les premiers membres sont :
- Monica Rambeau, alias Spectrum,
- Otto Octavius, alias Superior Spider-Man,
- Blade (Eric Brooks), alias Spider Hero puis Ronin,

L'équipe intégrera par la suite :
- Blue Marvel (Adam Brashear)[1],
- Power Man (Victor Alvarez)[1],
- Tigre Blanc (Ava Ayala)[1].
- Le Faucon (Sam Wilson)[2],
- Miss Hulk (Jennifer Walters)[3].

La série est traduite en français depuis avril 2014 par Panini Comics dans Uncanny Avengers (série de 2014).

## Troisième série (2014-2015)
Sam Wilson est devenu Captain America, et lorsqu'il assemble les Mighty Avengers, il a une toute nouvelle énoncé de mission en tête. Mais les événements d'AXIS sont déjà synonymes de malheur pour la nouvelle direction de l'équipe. Les premiers membres sont :
- David "D. W." Griffith
- Soraya Khorasani
- Power Man (Victor Alvarez)
- White Tiger (Ava Ayala)
- Luke Cage